# Stadion Lachen
Lo Stadion Lachen è uno stadio di calcio di Thun, costruito nel 1898.
Lo stadio, di pianta rettangolare e con copertura su tutte le tribune, è stato la casa del Fussballclub Thun 1898.
Vi giocano gli incontri casalinghi i Thun Tigers, squadra di football americano.
Nel 2008 è stato proposto di abbatterlo e ricostruirgli sopra un nuovo stadio, ma la proposta ha incontrato il parere contrario del comune di Thun e dei tifosi.